# Гагер (громада)
Гагер (нім. Gager) — громада в Німеччині, розташована в землі Мекленбург-Передня Померанія. Входить до складу району Передня Померанія-Рюген. Складова частина об'єднання громад Менхгут-Граніц.
Площа — 8,69 км2. Населення становить Невірний параметр metadata 13 073 026 ос. (станом на 31 грудня 2020).

## Галерея

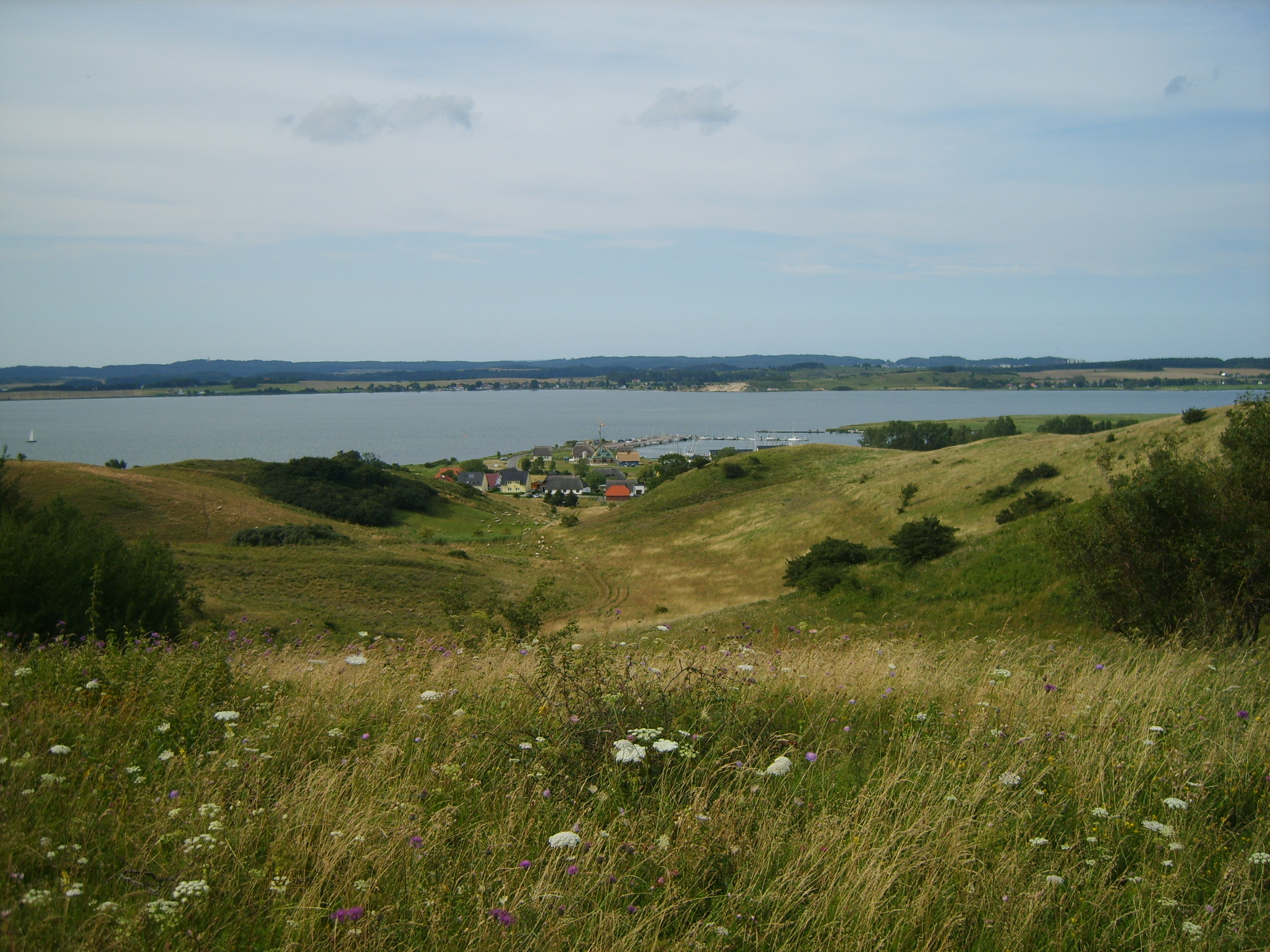
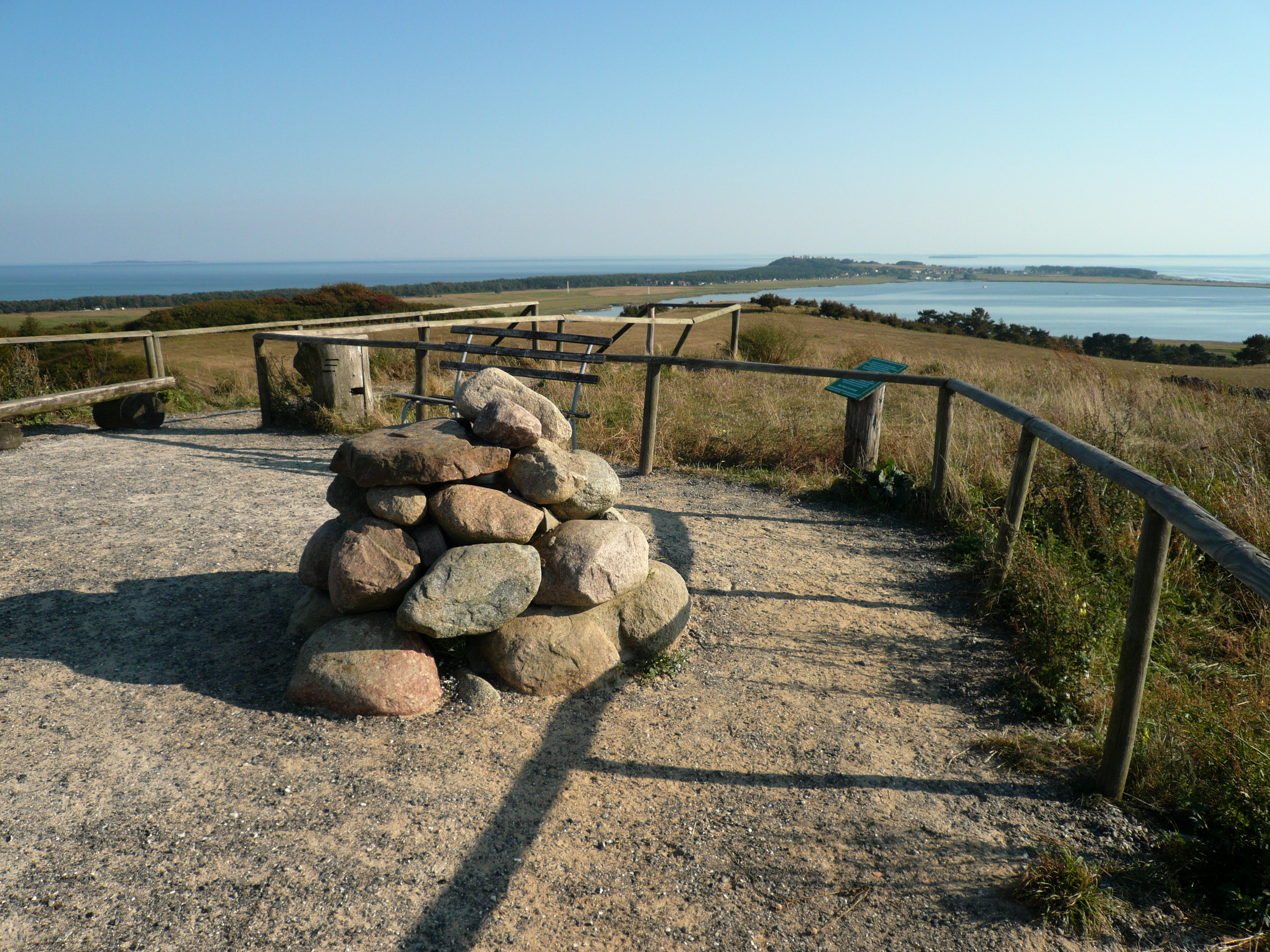